# عمرو زهران
عمرو زهران (مواليد 6 أكتوبر 2001) هو لاعب كرة سلة مصري يلعب في مركز المدافع في النادي الأهلي ومنتخب مصر.